# Pin des miracles
Le Pin des miracles (奇跡の一本松, Kiseki ippon matsu), Pin de l'espoir ou Pin miraculé, est un arbre remarquable de la ville de Rikuzentakata, dans la préfecture d'Iwate, au Japon.

## Présentation

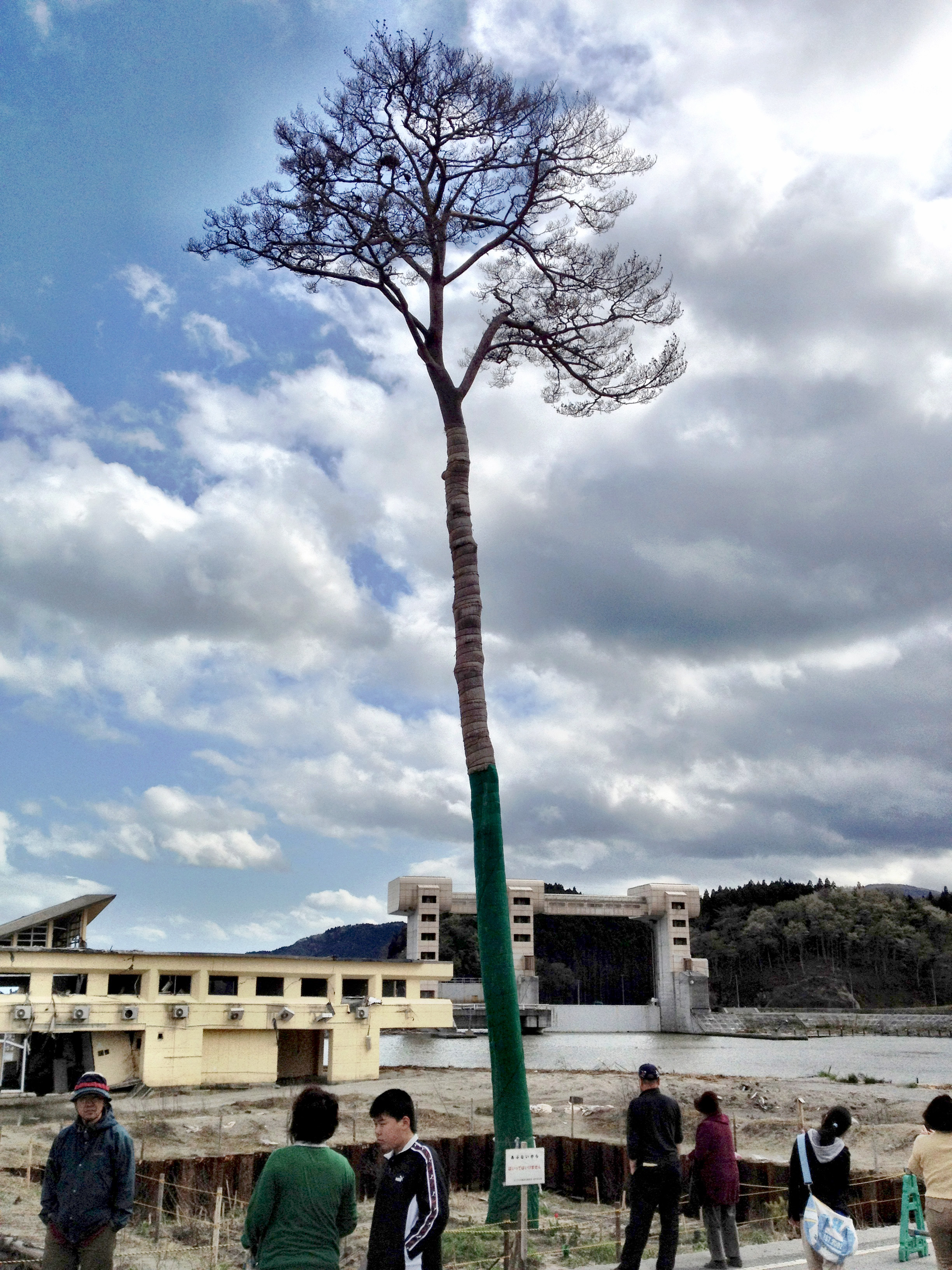
Le Pin des miracles en 2012.

À Rikuzentakata, une municipalité située dans le Nord du Japon (préfecture  d'Iwate), la zone de Takata-matsubara — désignée lieu de beauté pittoresque national en raison de sa forêt de pins de près de 70 000 arbres — a été rasée par le tsunami ayant suivi le séisme de 2011 de la côte Pacifique du Tōhoku. Un seul arbre, isolé, d'une hauteur de 27 mètres et vieux de 170 ans, y a résisté,. Il s'agit d'un hybride de Pin noir du Japon et de Pin rouge du Japon (Pinus × densi-thunbergii).
Il est désormais un symbole de résilience et un lieu de mémoire de Rikuzentakata,,. En 2015, Montblanc, une entreprise allemande spécialisée dans la fabrication de stylos de luxe, a mis en vente une série numérotée, limitée à 113 exemplaires, de stylos-plume en bois de « pin miraculé » de Rikuzentakata.
Aujourd'hui l'arbre est mort et remplacé par une reconstitution à l'identique de ce qu'il était après le tsunami.